# I concerti live @ RTSI (album Paolo Conte)
I concerti live @ RTSI è un album dal vivo, contenente la registrazione del concerto tenuto da Paolo Conte il 12 aprile 1988 nel Palazzo dei Congressi di Lugano per la RTSI.
Testi e musiche sono di Paolo Conte.

## Tracce
1. Aguaplano
2. Sparring partner
3. Hemingway
4. Diavolo Rosso
5. Angiolino
6. Blue tango
7. La ricostruzione del Mocambo
8. Via con me
9. Max
10. Sotto le stelle del jazz
11. Lo zio
12. Jimmy, ballando
13. Chiunque
14. Dancing
15. Gli impermeabili
16. Nessuno mi ama
17. La negra